# Plebeia moureana
Plebeia moureana är en biart som beskrevs av Ayala 1999. Plebeia moureana ingår i släktet Plebeia och familjen långtungebin. Inga underarter finns listade i Catalogue of Life.